# Culpina
Culpina ist eine Landstadt im Departamento Chuquisaca im südamerikanischen Anden-Staat Bolivien.

## Lage im Nahraum
Culpina ist der zentrale Ort des Municipios Culpina in der Provinz Sud Cinti und liegt auf einer Höhe von 2959 m im Becken von Culpina, einem abflusslosen Becken mit dem Salzsee Salar de Culpina im südwestlichen Teil. Das Becken von Culpina wird im Osten und Süden durch die Täler des Río Pilaya begrenzt, im Westen durch den Río Tumusla im Längstal von Camargo.

## Geographie
Das Becken von Culpina liegt im semi-ariden Übergangsgebiet zwischen den semi-humiden Bergwäldern der östlichen Gebirgsketten Boliviens und dem ariden Altiplano.
Die jährlichen Niederschläge schwanken zwischen 350 und 550 mm und treten vor allem in den Monaten von November bis März auf; die Wintermonate Mai bis August sind weitgehend niederschlagsfrei (siehe Klimadiagramm Culpina). Die Monatsdurchschnittstemperaturen liegen in dem Becken zwischen knapp 20 °C im Dezember und 5 bis 8 °C im Juni/Juli.

## Verkehrsnetz
Culpina liegt in einer Entfernung von 404 Straßenkilometern südlich von Sucre, der Hauptstadt des Departamentos.
Von Sucre aus führt die asphaltierte Nationalstraße Ruta 5 in südwestlicher Richtung nach Potosí, der Hauptstadt des im Westen angrenzenden Departamentos. Von hier aus führt nach Süden die Ruta 1, die auf den ersten 37 Kilometer bis Cuchu Ingenio noch asphaltiert ist. Nach weiteren 146 Kilometern erreicht die Ruta 1 die Stadt Camargo. Noch einmal 19 Kilometer südlich von Camargo zweigt eine unbefestigte Landstraße in östlicher Richtung ab, überquert den Río Camblaya und überwindet auf den folgenden 47 Kilometern bis Culpina einen Höhenunterschied von 600 m.

## Bevölkerung
Die Einwohnerzahl der Ortschaft ist in den vergangenen beiden Jahrzehnten um etwa zwei Drittel angestiegen:
| Jahr | Einwohner | Quelle       |
| ---- | --------- | ------------ |
| 1992 | 1727      | Volkszählung |
| 2001 | 2103      | Volkszählung |
| 2012 | 2608      | Volkszählung |
| 2024 |           | Volkszählung |

## Wirtschaft
Der kleinparzellige Feldbau im Becken von Culpina nimmt den gesamten großen Schwemmfächer des Río Culpina ein, der aus der nordwestlichen Gebirgsumrandung kommend zum Salar de Culpina hin entwässert. Die genutzte Anbaufläche erstreckt sich über eine Fläche von etwa 5 km × 15 km.
Das Tal von Culpina produziert mehr als 80 Prozent der bolivianischen Zwiebelsorte Cebolla rosada.

## Wasserversorgung
Die Trinkwasserversorgung der Stadt und die Bewässerung der landwirtschaftlichen Flächen wird durch eine Talsperre zwei Kilometer im Nordosten oberhalb der Stadt gesichert, die im Jahr 1998 mit Mitteln der deutschen Entwicklungsbank KfW fertiggestellt worden ist. Sie hat eine Länge von 2500 m und eine maximale Breite von 500 m und weist eine Dammhöhe von 40 m auf.